# Giải vô địch bóng đá trong nhà thế giới 2016
Giải vô địch bóng đá trong nhà thế giới 2016 (tiếng Anh: 2016 FIFA Futsal World Cup) là Giải vô địch bóng đá trong nhà thế giới lần thứ 8 do FIFA tổ chức. Giải đấu mang tầm cỡ thế giới được tổ chức 4 năm một lần quy tụ những đội bóng đá nam hàng đầu thế giới. Giải đấu lần thứ 8 do Colombia đăng cai bắt đầu từ ngày 10 tháng 9 đến ngày 1 tháng 10 năm 2016.
Đội tuyển futsal Argentina đã giành chức vô địch Futsal World Cup lần đầu tiên trong lịch sử sau khi vượt qua đội tuyển futsal Nga với tỉ số 5–4 ở trận chung kết.

## Lựa chọn chủ nhà
Hai quốc gia đấu thầu cho giải đấu:
- Colombia[2]
- Cộng hòa Séc[3]

Bốn quốc gia đã rút đầu thầu của họ:
- Pháp
- Iran
- Puerto Rico[3]
- Tây Ban Nha

Ủy ban chấp hành FIFA đã công bố vào ngày 28 tháng 5 năm 2013 rằng Colombia đã được bổ nhiệm làm chủ nhà của giải đấu.

## Các đội tuyển vượt qua vòng loại
Tổng cộng có 24 đội tuyển vượt qua vòng loại cho giải đấu cuối cùng. Ngoài ra Colombia được vượt qua vòng loại tự động như nước chủ nhà, 23 đội tuyển khác đã vượt qua vòng loại từ sáu giải đấu châu lục riêng biệt. FIFA đã phê chuẩn việc phân bổ số suất vé tại cuộc họp Ủy ban Chấp hành vào tháng 3 năm 2014.
| Liên đoàn                          | Giải đấu                                                               | Ngày                                       | Địa điểm         | Số đội | Vòng loại                                                                |
| ---------------------------------- | ---------------------------------------------------------------------- | ------------------------------------------ | ---------------- | ------ | ------------------------------------------------------------------------ |
| AFC (châu Á)                       | Giải vô địch bóng đá trong nhà châu Á 2016                             | 10–21 tháng 2 năm 2016                     | Uzbekistan       | 5      | Úc · Iran · Thái Lan · Uzbekistan1 · Việt Nam1                           |
| CAF (châu Phi)                     | Cúp bóng đá trong nhà các quốc gia châu Phi 2016                       | 15–24 tháng 4 năm 2016                     | Nam Phi          | 3      | Ai Cập · Maroc · Mozambique1                                             |
| CONCACAF (Bắc, Trung Mỹ và Caribe) | Giải vô địch bóng đá trong nhà Bắc, Trung Mỹ và Caribe 2016            | 8–14 tháng 5 năm 2016                      | Costa Rica       | 4      | Costa Rica · Cuba · Guatemala · Panama                                   |
| CONMEBOL (Nam Mỹ)                  | Quốc gia chủ nhà                                                       | Quốc gia chủ nhà                           | Quốc gia chủ nhà | 1      | Colombia                                                                 |
| CONMEBOL (Nam Mỹ)                  | Vòng loại giải vô địch bóng đá trong nhà thế giới 2016 khu vực Nam Mỹ  | 5–13 tháng 2 năm 2016                      | Paraguay         | 3      | Argentina · Brasil · Paraguay                                            |
| OFC (châu Đại Dương)               | Giải vô địch bóng đá trong nhà châu Đại Dương 2016                     | 8–13 tháng 2 năm 2016                      | Fiji             | 1      | Quần đảo Solomon                                                         |
| UEFA (châu Âu)                     | Vòng loại giải vô địch bóng đá trong nhà thế giới 2016 khu vực châu Âu | 22 tháng 10 năm 2015 – 13 tháng 4 năm 2016 | Khác nhau        | 7      | Azerbaijan1 · Ý · Kazakhstan2 · Bồ Đào Nha · Nga · Tây Ban Nha · Ukraina |
| Tổng số                            | Tổng số                                                                | Tổng số                                    | Tổng số          | 24     |                                                                          |

1.^ Các đội sẽ có lần ra mắt đầu tiên tại sân chơi này.
2.^ Sự xuất hiện lần cuối của Kazakhstan là khi nó đã là một thành viên của AFC

## Địa điểm
Colombia đã đưa ra các địa điểm có thể tổ chức các trận đấu thi đấu của giải đấu khi tranh cử đăng cai là Bogotá, Villavicencio, Bucaramanga, Cúcuta, Ibagué và Neiva. Sau một cuộc kiểm tra vào tháng 10 năm 2014, bốn sân vận động đã được lựa chọn, trong đó cho phép Neiva nâng cấp cơ sở hạ tầng kỹ thuật trước khi nó bị loại bỏ vào cuối tháng đó.
Bốn thành phố được lựa chọn là những địa điểm diễn ra các trận đấu được trình lên Liên đoàn bóng đá Colombia và FIFA vào ngày 11 tháng 11 năm 2014. Medellín sau đó là địa điểm được lựa chọn để thay thế cho Villavicencio. Một đoàn kiểm tra lần cuối vào tháng 1 năm 2016 đã loại bỏ Ibague như một địa điểm thi đấu, có nghĩa là chỉ còn một nửa các thành phố đăng ký ban đầu được xác nhận, với ba địa điểm còn lại lên kế hoạch để tổ chức thi đấu cho hai bảng đấu (có tất cả 24 đội chia thành sáu bảng đấu) mỗi sân vận động.
| Cali                    | Bucaramanga          | Medellín               |
| ----------------------- | -------------------- | ---------------------- |
| Coliseo El Pueblo       | Coliseo Bicentenario | Coliseo Iván De Bedout |
| Sức chứa: 12.000        | Sức chứa: 7.600      | Sức chứa: 6.000        |
|                         |                      |                        |
| CaliBucaramangaMedellín |                      |                        |

## Biểu trưng
Biểu trưng chính của giải đấu được công bố vào 29 tháng 9 năm 2015. Biểu trưng chính thức là hiện thân của lịch sử phong phú cùng sự đa dạng văn hóa truyền thống, cảnh quan độc đáo. Nó dựa trên hình ảnh chiếc cúp của Giải vô địch bóng đá trong nhà thế giới, cùng với thiết kế trừu tượng và tính năng ba màu sắc trên quốc kỳ của Colombia (đỏ, vàng, xanh da trời). Các hình ảnh đại diện cho hai vùng biển của nước chủ nhà Colombia là vùng biển Caribe và Thái Bình Dương. Đó là đỉnh núi gồ ghề của dãy Andes và nền văn hóa cổ xưa đã mất của sáo Yurupari. Hình ảnh trái bóng xuất hiện trên cùng của biểu trưng, trên trái bóng có hình ảnh con người tượng trưng cho sự đa dạng văn hóa phong phú từ nền văn minh cổ đại cùng sự hiếu khách của người dân Colombia ngày nay.

## Linh vật
Linh vật chính thức, một chú gấu mặt ngắn Andes, được công bố ngày 19 tháng 4 năm 2016.

## Vòng bảng
24 đội bóng được chia thành sáu bảng đấu. Hai đội nhất nhì mỗi bảng cùng với bốn đội xếp thứ ba có thành tích tốt nhất sẽ lọt vào vòng 16 đội.
Tất cả thời gian là giờ chuẩn Colombia (UTC-5).

### Bảng A
| VT | Đội          | ST | T | H | B | BT | BB | HS  | Đ | Giành quyền tham dự     |
| -- | ------------ | -- | - | - | - | -- | -- | --- | - | ----------------------- |
| 1  | Bồ Đào Nha   | 3  | 2 | 1 | 0 | 15 | 2  | +13 | 7 | Vòng đấu loại trực tiếp |
| 2  | Colombia (H) | 3  | 1 | 2 | 0 | 8  | 7  | +1  | 5 | Vòng đấu loại trực tiếp |
| 3  | Panama       | 3  | 1 | 0 | 2 | 6  | 14 | −8  | 3 |                         |
| 4  | Uzbekistan   | 3  | 0 | 1 | 2 | 5  | 11 | −6  | 1 |                         |

| Uzbekistan | 1–3      | Panama                                    |
| ---------- | -------- | ----------------------------------------- |
| Anorov 39' | Chi tiết | - Castrellón 16' - De León 30' - Mena 36' |

| Colombia    | 1–1      | Bồ Đào Nha   |
| ----------- | -------- | ------------ |
| Angellot 1' | Chi tiết | Cardinal 40' |

| Panama | 0–9      | Bồ Đào Nha                                                                     |
| ------ | -------- | ------------------------------------------------------------------------------ |
|        | Chi tiết | - Ricardinho 1', 8', 11', 17', 17', 22' - Cardinal 5', 10' - Miguel Ângelo 18' |

| Colombia                        | 3–3      | Uzbekistan                               |
| ------------------------------- | -------- | ---------------------------------------- |
| - Abril 18' - Angellot 37', 40' | Chi tiết | - Anorov 5' - Irsaliev 15' - Elibaev 28' |

| Panama                                 | 3–4      | Colombia                                                |
| -------------------------------------- | -------- | ------------------------------------------------------- |
| - Brown 9' - Castrellón 28' - Mena 37' | Chi tiết | - Angellot 4' - Jhonatan 12' - Abril 22' - C. Reyes 34' |

| Bồ Đào Nha                                              | 5–1      | Uzbekistan            |
| ------------------------------------------------------- | -------- | --------------------- |
| - Ricardinho 10', 14', 22' - André Coelho 26' - Djô 35' | Chi tiết | Ricardinho 11' (l.n.) |

### Bảng B
| VT | Đội      | ST | T | H | B | BT | BB | HS  | Đ | Giành quyền tham dự     |
| -- | -------- | -- | - | - | - | -- | -- | --- | - | ----------------------- |
| 1  | Nga      | 3  | 3 | 0 | 0 | 19 | 6  | +13 | 9 | Vòng đấu loại trực tiếp |
| 2  | Thái Lan | 3  | 2 | 0 | 1 | 14 | 12 | +2  | 6 | Vòng đấu loại trực tiếp |
| 3  | Ai Cập   | 3  | 1 | 0 | 2 | 9  | 9  | 0   | 3 | Vòng đấu loại trực tiếp |
| 4  | Cuba     | 3  | 0 | 0 | 3 | 7  | 22 | −15 | 0 |                         |

| Cuba        | 1–7      | Ai Cập                                                              |
| ----------- | -------- | ------------------------------------------------------------------- |
| Marrero 31' | Chi tiết | - Elashwal 1' - Eid 8', 31', 33' - Mizo 11' - Homos 18' - Nader 23' |

| Thái Lan                                                | 4–6      | Nga                                                                                               |
| ------------------------------------------------------- | -------- | ------------------------------------------------------------------------------------------------- |
| - Suphawut 19' - Jirawat 21' - Apiwat 22' - Jetsada 34' | Chi tiết | - Davydov 12' - Eder Lima 16', 26' - Madyalan 18' (l.n.) - Niiazov 25' - Shayakhmetov 26' (ph.đ.) |

| Ai Cập   | 1–6      | Nga                                                             |
| -------- | -------- | --------------------------------------------------------------- |
| Mizo 36' | Chi tiết | - Davydov 1' - Eder Lima 2', 21' - Rômulo 6', 31' - Niiazov 18' |

| Thái Lan                                                                             | 8–5      | Cuba                                                        |
| ------------------------------------------------------------------------------------ | -------- | ----------------------------------------------------------- |
| - Wiwat 14' - Jirawat 15', 24' - Suphawut 20', 33', 40' - Jetsada 26' - Kritsada 28' | Chi tiết | - Domínguez 6', 25' - Baquero 8' - Marrero 12' - Marino 19' |

| Ai Cập       | 1–2      | Thái Lan                       |
| ------------ | -------- | ------------------------------ |
| Elashwal 37' | Chi tiết | - Eika 6' (l.n.) - Jirawat 23' |

| Nga | 7–1      | Cuba          |
| --- | -------- | ------------- |
| - Davydov 16' - Chishkala 18' - Niiazov 18' - Shayakhmetov 20' - Lyskov 32' - Milovanov 33' - Abramovich 36' | Chi tiết | Hernández 30' |

### Bảng C
| VT | Đội       | ST | T | H | B | BT | BB | HS  | Đ | Giành quyền tham dự     |
| -- | --------- | -- | - | - | - | -- | -- | --- | - | ----------------------- |
| 1  | Ý         | 3  | 3 | 0 | 0 | 11 | 3  | +8  | 9 | Vòng đấu loại trực tiếp |
| 2  | Paraguay  | 3  | 2 | 0 | 1 | 17 | 9  | +8  | 6 | Vòng đấu loại trực tiếp |
| 3  | Việt Nam  | 3  | 1 | 0 | 2 | 5  | 11 | −6  | 3 | Vòng đấu loại trực tiếp |
| 4  | Guatemala | 3  | 0 | 0 | 3 | 7  | 17 | −10 | 0 |                         |

| Việt Nam                                                  | 4–2      | Guatemala                     |
| --------------------------------------------------------- | -------- | ----------------------------- |
| - Nguyễn Minh Trí 20', 29', 29' - Trần Văn Vũ 40' (ph.đ.) | Chi tiết | - Wanderley 24' - Patrick 31' |

| Paraguay         | 2–4      | Ý                                                        |
| ---------------- | -------- | -------------------------------------------------------- |
| J. Salas 8', 19' | Chi tiết | - Lima 16' - Romano 23' - C. dos Santos 25' - Merlim 32' |

| Guatemala        | 1–5      | Ý                                         |
| ---------------- | -------- | ----------------------------------------- |
| Romano 8' (l.n.) | Chi tiết | - Fortino 3', 19', 32' - Leggiero 4', 34' |

| Paraguay | 7–1      | Việt Nam        |
| --- | -------- | --------------- |
| - F. Martínez 3' - J. Salas 11' - E. Ayala 12' - Trần Long Vũ 13' (l.n.) - Villalba 18' - Rejala 34' - Pedrozo 39' | Chi tiết | Trần Văn Vũ 40' |

| Guatemala                                                | 4–8      | Paraguay                                                                                       |
| -------------------------------------------------------- | -------- | ---------------------------------------------------------------------------------------------- |
| - Arévalo 2' - Enríquez 3' - Mansilla 34' - González 39' | Chi tiết | - E. Ayala 17', 18', 24' - Rejala 19' - Pedrozo 27' - Morel 35' - H. Martínez 36' - Franco 40' |

| Ý                      | 2–0      | Việt Nam |
| ---------------------- | -------- | -------- |
| - Lima 5' - Murilo 27' | Chi tiết |          |

### Bảng D
| VT | Đội        | ST | T | H | B | BT | BB | HS  | Đ | Giành quyền tham dự     |
| -- | ---------- | -- | - | - | - | -- | -- | --- | - | ----------------------- |
| 1  | Brasil     | 3  | 3 | 0 | 0 | 29 | 5  | +24 | 9 | Vòng đấu loại trực tiếp |
| 2  | Ukraina    | 3  | 2 | 0 | 1 | 8  | 6  | +2  | 6 | Vòng đấu loại trực tiếp |
| 3  | Úc         | 3  | 1 | 0 | 2 | 5  | 16 | −11 | 3 |                         |
| 4  | Mozambique | 3  | 0 | 0 | 3 | 7  | 22 | −15 | 0 |                         |

| Mozambique            | 2–3      | Úc                                               |
| --------------------- | -------- | ------------------------------------------------ |
| - Calo 32' - Dino 35' | Chi tiết | - Barrientos 11' - Cooper 18' - G. Giovenali 19' |

| Ukraina            | 1–3      | Brasil                                         |
| ------------------ | -------- | ---------------------------------------------- |
| Mykh. Grytsyna 26' | Chi tiết | - Rodrigo 7' - Falcão 10' - Sorokin 35' (l.n.) |

| Úc              | 1–11     | Brasil |
| --------------- | -------- | --- |
| G. Giovenali 4' | Chi tiết | - Rodrigo 2' - Fernandinho 8', 26' - Falcão 12', 23', 39' - Bateria 19' - Dieguinho 25', 40' - Jé 28' - Lockhart 39' (l.n.) |

| Ukraina                                                        | 4–2      | Mozambique            |
| -------------------------------------------------------------- | -------- | --------------------- |
| - Sorokin 1' - Mykh. Grytsyna 8' - Ovsyannikov 25' - Koval 37' | Chi tiết | - Dino 19' - Calo 19' |

| Úc           | 1–3      | Ukraina                                    |
| ------------ | -------- | ------------------------------------------ |
| Zeballos 38' | Chi tiết | - Zhurba 7' - Bondar 35' - Ovsyannikov 40' |

| Brasil | 15–3     | Mozambique                                |
| --- | -------- | ----------------------------------------- |
| - Rodrigo 1', 7' - Xuxa 2', 12' - Dieguinho 13', 14' - Jackson 16' - Fernandinho 19', 30' - Bateria 29' - Ari 29', 32' - Falcão 35' (ph.đ.), 37', 38' | Chi tiết | - Mário 16' (ph.đ.) - Magu 30' - Dino 38' |

### Bảng E
| VT | Đội              | ST | T | H | B | BT | BB | HS  | Đ | Giành quyền tham dự     |
| -- | ---------------- | -- | - | - | - | -- | -- | --- | - | ----------------------- |
| 1  | Argentina        | 3  | 2 | 1 | 0 | 10 | 5  | +5  | 7 | Vòng đấu loại trực tiếp |
| 2  | Kazakhstan       | 3  | 2 | 0 | 1 | 13 | 2  | +11 | 6 | Vòng đấu loại trực tiếp |
| 3  | Costa Rica       | 3  | 1 | 1 | 1 | 7  | 7  | 0   | 4 | Vòng đấu loại trực tiếp |
| 4  | Quần đảo Solomon | 3  | 0 | 0 | 3 | 5  | 21 | −16 | 0 |                         |

| Quần đảo Solomon                | 2–4      | Costa Rica                                            |
| ------------------------------- | -------- | ----------------------------------------------------- |
| - Ragomo 36' (ph.đ.) - Bule 39' | Chi tiết | - Paniagua 19', 33' (ph.đ.) - Chavés 24' - Brenes 37' |

| Argentina       | 1–0      | Kazakhstan |
| --------------- | -------- | ---------- |
| A. Vaporaki 20' | Chi tiết |            |

| Costa Rica   | 1–3      | Kazakhstan                        |
| ------------ | -------- | --------------------------------- |
| Paniagua 15' | Chi tiết | - Douglas 1' - Taku 16' - Léo 21' |

| Argentina                                                                       | 7–3      | Quần đảo Solomon                     |
| ------------------------------------------------------------------------------- | -------- | ------------------------------------ |
| - Brandi 3' - Basile 9' - Borruto 11', 20', 28' - Taborda 14' - A. Vaporaki 31' | Chi tiết | - Bule 6' - Coleman 12' - Ragomo 23' |

| Costa Rica                  | 2–2      | Argentina                  |
| --------------------------- | -------- | -------------------------- |
| - Cordero 19' - Cubillo 30' | Chi tiết | - Basile 31' - Wilhelm 35' |

| Kazakhstan                                                                                       | 10–0     | Quần đảo Solomon |
| ------------------------------------------------------------------------------------------------ | -------- | ---------------- |
| - Dovgan 4' - Knaub 9', 22' - Douglas 16', 29' - Léo 18' - Taku 28', 30' - Mun 29' - Pengrin 38' | Chi tiết |                  |

### Bảng F
| VT | Đội         | ST | T | H | B | BT | BB | HS | Đ | Giành quyền tham dự     |
| -- | ----------- | -- | - | - | - | -- | -- | -- | - | ----------------------- |
| 1  | Tây Ban Nha | 3  | 3 | 0 | 0 | 13 | 6  | +7 | 9 | Vòng đấu loại trực tiếp |
| 2  | Azerbaijan  | 3  | 1 | 1 | 1 | 10 | 7  | +3 | 4 | Vòng đấu loại trực tiếp |
| 3  | Iran        | 3  | 1 | 1 | 1 | 9  | 11 | −2 | 4 | Vòng đấu loại trực tiếp |
| 4  | Maroc       | 3  | 0 | 0 | 3 | 6  | 14 | −8 | 0 |                         |

| Maroc | 0–5      | Azerbaijan                                                |
| ----- | -------- | --------------------------------------------------------- |
|       | Chi tiết | - Vassoura 15', 18', 33' - Gallo 29' - Thiago Bolinha 31' |

| Iran                    | 1–5      | Tây Ban Nha                                                          |
| ----------------------- | -------- | -------------------------------------------------------------------- |
| Hassanzadeh 28' (ph.đ.) | Chi tiết | - Lozano 1' - José Ruiz 7' - Aicardo 17' (ph.đ.), 33' - Miguelín 27' |

| Azerbaijan                         | 2–4      | Tây Ban Nha                                                     |
| ---------------------------------- | -------- | --------------------------------------------------------------- |
| - Vassoura 3' - Thiago Bolinha 40' | Chi tiết | - Vassoura 5' (l.n.), 14' (l.n.) - Fernandão 27' - Miguelín 36' |

| Iran                                                            | 5–3      | Maroc                                     |
| --------------------------------------------------------------- | -------- | ----------------------------------------- |
| - Tayyebi 10' - Javid 15' - Hassanzadeh 16', 24' - Tavakoli 18' | Chi tiết | - Jouad 16' - Adil Habil 19' (ph.đ.), 33' |

| Azerbaijan                           | 3–3      | Iran                                          |
| ------------------------------------ | -------- | --------------------------------------------- |
| - Thiago Bolinha 2' - Gallo 22', 32' | Chi tiết | - Esmaeilpour 1' - Tavakoli 21' - Tayyebi 36' |

| Tây Ban Nha                                      | 4–3      | Maroc                                 |
| ------------------------------------------------ | -------- | ------------------------------------- |
| - Lozano 8', 33' - Aicardo 17' - Raúl Campos 19' | Chi tiết | - Adil Habil 14', 34' - El Mazray 24' |

### Các đội xếp thứ ba
| VT | Bg | Đội        | ST | T | H | B | BT | BB | HS  | Đ | Giành quyền tham dự     |
| -- | -- | ---------- | -- | - | - | - | -- | -- | --- | - | ----------------------- |
| 1  | E  | Costa Rica | 3  | 1 | 1 | 1 | 7  | 7  | 0   | 4 | Vòng đấu loại trực tiếp |
| 2  | F  | Iran       | 3  | 1 | 1 | 1 | 9  | 11 | −2  | 4 | Vòng đấu loại trực tiếp |
| 3  | B  | Ai Cập     | 3  | 1 | 0 | 2 | 9  | 9  | 0   | 3 | Vòng đấu loại trực tiếp |
| 4  | C  | Việt Nam   | 3  | 1 | 0 | 2 | 5  | 11 | −6  | 3 | Vòng đấu loại trực tiếp |
| 5  | A  | Panama     | 3  | 1 | 0 | 2 | 6  | 14 | −8  | 3 |                         |
| 6  | D  | Úc         | 3  | 1 | 0 | 2 | 5  | 16 | −11 | 3 |                         |

## Vòng đấu loại trực tiếp
|  | Round of 16              | Round of 16           |                          |       | Tứ kết        | Tứ kết        |                   |                   | Bán kết | Bán kết |  |  | Chung kết | Chung kết |
|  |                          |                       |                          |       |               |               |                   |                   |         |         |  |  |           |           |
|  | 20 tháng 9 — Cali        |                       |                          |       |               |               |                   |                   |         |         |  |  |           |           |
|  |                          |                       |                          |       |               |               |                   |                   |         |         |  |  |           |           |
|  | Colombia                 | 0 (2)                 |                          |       |               |               |                   |                   |         |         |  |  |           |           |
|  | Colombia                 | 0 (2)                 | 24 tháng 9 — Bucaramanga |       |               |               |                   |                   |         |         |  |  |           |           |
|  | Paraguay (p)             | 0 (3)                 |                          |       |               |               |                   |                   |         |         |  |  |           |           |
|  | Paraguay (p)             | 0 (3)                 | Paraguay                 | 3     |               |               |                   |                   |         |         |  |  |           |           |
|  | 21 tháng 9 — Bucaramanga |                       | Paraguay                 | 3     |               |               |                   |                   |         |         |  |  |           |           |
|  |                          | Iran (s.h.p.)         | 4                        |       |               |               |                   |                   |         |         |  |  |           |           |
|  | Brasil                   | Iran (s.h.p.)         | 4                        | 4 (2) |               |               |                   |                   |         |         |  |  |           |           |
|  | Brasil                   |                       | 27 tháng 9 — Medellín    | 4 (2) |               |               |                   |                   |         |         |  |  |           |           |
|  | Iran (p)                 | 4 (3)                 |                          |       |               |               |                   |                   |         |         |  |  |           |           |
|  | Iran (p)                 | 4 (3)                 | Iran                     | 3     |               |               |                   |                   |         |         |  |  |           |           |
|  | 20 tháng 9 — Medellín    |                       | Iran                     | 3     |               |               |                   |                   |         |         |  |  |           |           |
|  |                          | Nga                   | 4                        |       |               |               |                   |                   |         |         |  |  |           |           |
|  | Nga                      | Nga                   | 4                        | 7     |               |               |                   |                   |         |         |  |  |           |           |
|  | Nga                      | 24 tháng 9 — Cali     |                          | 7     |               |               |                   |                   |         |         |  |  |           |           |
|  | Việt Nam                 | 0                     |                          |       |               |               |                   |                   |         |         |  |  |           |           |
|  | Việt Nam                 | 0                     | Nga                      | 6     |               |               |                   |                   |         |         |  |  |           |           |
|  | 21 tháng 9 — Medellín    |                       | Nga                      | 6     |               |               |                   |                   |         |         |  |  |           |           |
|  |                          | Tây Ban Nha           | 2                        |       |               |               |                   |                   |         |         |  |  |           |           |
|  | Tây Ban Nha              | Tây Ban Nha           | 2                        | 5     |               |               |                   |                   |         |         |  |  |           |           |
|  | Tây Ban Nha              |                       | 1 tháng 10 — Cali        | 5     |               |               |                   |                   |         |         |  |  |           |           |
|  | Kazakhstan               | 2                     |                          |       |               |               |                   |                   |         |         |  |  |           |           |
|  | Kazakhstan               | 2                     | Nga                      | 4     |               |               |                   |                   |         |         |  |  |           |           |
|  | 22 tháng 9 — Bucaramanga |                       | Nga                      | 4     |               |               |                   |                   |         |         |  |  |           |           |
|  |                          | Argentina             | 5                        |       |               |               |                   |                   |         |         |  |  |           |           |
|  | Argentina (s.h.p.)       | Argentina             | 5                        | 1     |               |               |                   |                   |         |         |  |  |           |           |
|  | Argentina (s.h.p.)       | 25 tháng 9 — Medellín |                          | 1     |               |               |                   |                   |         |         |  |  |           |           |
|  | Ukraina                  | 0                     |                          |       |               |               |                   |                   |         |         |  |  |           |           |
|  | Ukraina                  | 0                     | Argentina                | 5     |               |               |                   |                   |         |         |  |  |           |           |
|  | 22 tháng 9 — Cali        |                       | Argentina                | 5     |               |               |                   |                   |         |         |  |  |           |           |
|  |                          | Ai Cập                | 0                        |       |               |               |                   |                   |         |         |  |  |           |           |
|  | Ý                        | Ai Cập                | 0                        | 3     |               |               |                   |                   |         |         |  |  |           |           |
|  | Ý                        |                       | 28 tháng 9 — Cali        | 3     |               |               |                   |                   |         |         |  |  |           |           |
|  | Ai Cập (s.h.p.)          | 4                     |                          |       |               |               |                   |                   |         |         |  |  |           |           |
|  | Ai Cập (s.h.p.)          | 4                     | Argentina                | 5     |               |               |                   |                   |         |         |  |  |           |           |
|  | 22 tháng 9 — Medellín    |                       | Argentina                | 5     |               |               |                   |                   |         |         |  |  |           |           |
|  |                          | Bồ Đào Nha            | 2                        |       | Tranh hạng ba | Tranh hạng ba |                   |                   |         |         |  |  |           |           |
|  | Thái Lan                 | Bồ Đào Nha            | 2                        | 8     | Tranh hạng ba | Tranh hạng ba |                   |                   |         |         |  |  |           |           |
|  | Thái Lan                 | 25 tháng 9 — Cali     | 25 tháng 9 — Cali        | 8     |               |               | 1 tháng 10 — Cali | 1 tháng 10 — Cali |         |         |  |  |           |           |
|  | Azerbaijan (s.h.p.)      | 25 tháng 9 — Cali     | 25 tháng 9 — Cali        | 13    |               |               | 1 tháng 10 — Cali | 1 tháng 10 — Cali |         |         |  |  |           |           |
|  | Azerbaijan (s.h.p.)      | Azerbaijan            | 2                        | 13    | Iran (p)      | 2 (4)         |                   |                   |         |         |  |  |           |           |
|  | 21 tháng 9 — Cali        | Azerbaijan            | 2                        |       | Iran (p)      | 2 (4)         |                   |                   |         |         |  |  |           |           |
|  |                          | Bồ Đào Nha            | 3                        |       | Bồ Đào Nha    | 2 (3)         |                   |                   |         |         |  |  |           |           |
|  | Bồ Đào Nha               | Bồ Đào Nha            | 3                        | 4     | Bồ Đào Nha    | 2 (3)         |                   |                   |         |         |  |  |           |           |
|  | Bồ Đào Nha               |                       |                          | 4     |               |               |                   |                   |         |         |  |  |           |           |
|  | Costa Rica               | 0                     |                          |       |               |               |                   |                   |         |         |  |  |           |           |
|  | Costa Rica               | 0                     |                          |       |               |               |                   |                   |         |         |  |  |           |           |

### Vòng 16 đội
| Nga                                                                                           | 7–0      | Việt Nam |
| --------------------------------------------------------------------------------------------- | -------- | -------- |
| - Chishkala 3' - Abramovich 10', 13' - Abramov 18' - Niiazov 22' - Rômulo 30' - Milovanov 37' | Chi tiết |          |

| Colombia                            | 0–0 (s.h.p.) | Paraguay                                    |
| ----------------------------------- | ------------ | ------------------------------------------- |
|                                     | Chi tiết     |                                             |
| Loạt sút luân lưu                   |              |                                             |
| - Jhonatan - Zúñiga - Yefri - Otero | 2–3          | - E. Ayala - J. Salas - A. Salas - G. Ayala |

| Brasil                              | 4–4 (s.h.p.) | Iran                                                       |
| ----------------------------------- | ------------ | ---------------------------------------------------------- |
| Falcão 9', 13', 48' · Dieguinho 29' | Chi tiết     | Tayyebi 14' · Kazemi 31' · Hassanzadeh 37' · Keshavarz 48' |
| Loạt sút luân lưu                   |              |                                                            |
| Rodrigo · Ari · Falcão              | 2–3          | Hassanzadeh · Sangsefidi · Esmaeilpour                     |

| Tây Ban Nha                                                                  | 5–2      | Kazakhstan                      |
| ---------------------------------------------------------------------------- | -------- | ------------------------------- |
| Lozano 3' · Bebe 23' · Nurgozhin 32' (l.n.) · Raúl Campos 39' · Miguelín 40' | Chi tiết | Yessenamanov 5' · Nurgozhin 31' |

| Bồ Đào Nha                                     | 4–0      | Costa Rica |
| ---------------------------------------------- | -------- | ---------- |
| Ricardinho 5', 22' · A. Coelho 26' · Brito 27' | Chi tiết |            |

| Argentina             | 1–0 (s.h.p.) | Ukraina |
| --------------------- | ------------ | ------- |
| Cuzzolino 49' (ph.đ.) | Chi tiết     |         |

| Thái Lan                                                                                  | 8–13 (s.h.p.) | Azerbaijan |
| ----------------------------------------------------------------------------------------- | ------------- | --- |
| Thueanklang 9', 13' · Wongkaeo 18', 19', 26' · Sornwichian 22' · Chudech 37', 45' (ph.đ.) | Chi tiết      | Vassoura 4', 44' · Fineo 6', 13', 44', 48', 49' · Borisov 14' · Thiago Bolinha 28', 29', 41' · Poletto 31' · Huseynli 49' |

| Ý                              | 3–4 (s.h.p.) | Ai Cập                            |
| ------------------------------ | ------------ | --------------------------------- |
| Murilo 7', 35' · Ercolessi 20' | Chi tiết     | Elashwal 7', 19', 48' · Essam 34' |

### Tứ kết
| Paraguay                                      | 3–4 (s.h.p.) | Iran                                  |
| --------------------------------------------- | ------------ | ------------------------------------- |
| F. Martínez 13' · J. Salas 20' · Villalba 39' | Chi tiết     | Esmaeilpour 16', 50' · Javid 23', 36' |

| Nga                                                                         | 6–2      | Tây Ban Nha               |
| --------------------------------------------------------------------------- | -------- | ------------------------- |
| Chishkala 3', 15' · Eder Lima 19', 31' · Fernandão 27' (l.n.) · Gustavo 39' | Chi tiết | Rivillos 3' · Miguelín 6' |

| Argentina                                                                | 5–0      | Ai Cập |
| ------------------------------------------------------------------------ | -------- | ------ |
| Taborda 12' · Stazzone 14' · Basile 28' · Cuzzolino 29' · Battistoni 34' | Chi tiết |        |

| Azerbaijan                       | 2–3      | Bồ Đào Nha                               |
| -------------------------------- | -------- | ---------------------------------------- |
| Thiago Bolinha 13' · Eduardo 35' | Chi tiết | Djô 8' · João Matos 18' · Ricardinho 28' |

### Bán kết
| Iran                                          | 3–4      | Nga                                                         |
| --------------------------------------------- | -------- | ----------------------------------------------------------- |
| Esmaeilpour 17' · Hassanzadeh 30' · Javid 40' | Chi tiết | Lyskov 14' · Abramov 23' · Shayakhmetov 30' · Chishkala 40' |

| Argentina                                                                | 5–2      | Bồ Đào Nha              |
| ------------------------------------------------------------------------ | -------- | ----------------------- |
| Borruto 5' · Stazzone 11' · A. Vaporaki 12' · Brandi 13' · Cuzzolino 36' | Chi tiết | Ré 9' · Tiago Brito 37' |

### Tranh hạng ba
| Iran                                                     | 2–2      | Bồ Đào Nha                                                                     |
| -------------------------------------------------------- | -------- | ------------------------------------------------------------------------------ |
| Kazemi 26' · Javid 36'                                   | Chi tiết | Cardinal 21', 21'                                                              |
| Loạt sút luân lưu                                        |          |                                                                                |
| Hassanzadeh · Taheri · Tayyebi · Kazemi · Ahmadi · Javid | 4–3      | Cardinal · Tiago Brito · Ricardinho · Bruno Coelho · André Coelho · João Matos |

### Chung kết
| Nga                                          | 4–5      | Argentina                                                   |
| -------------------------------------------- | -------- | ----------------------------------------------------------- |
| Eder Lima 16', 22', 40' (ph.đ.) · Lyskov 39' | Chi tiết | Vaporaki 16', 39' · Cuzzolino 20' (ph.đ.) · Brandi 22', 23' |

## Giải thưởng
Các giải thưởng được trao sau khi giải đấu kết thúc:
| Chiếc giày vàng | Quả bóng vàng    | Găng tay vàng     |
| --------------- | ---------------- | ----------------- |
| Ricardinho      | Fernando Wilhelm | Nicolás Sarmiento |

| Chiếc giày bạc  | Quả bóng bạc      | Vua phá lưới             |
| --------------- | ----------------- | ------------------------ |
| Eder Lima       | Eder Lima         | Suphawut Thueanklang     |
| Chiếc giày đồng | Quả bóng đồng     | Đội đoạt giải phong cách |
| Falcão          | Ahmad Esmaeilpour | Việt Nam                 |

## Cầu thủ ghi bàn
12 bàn
- Ricardinho

10 bàn
- Eder Lima
- Falcão

7 bàn
- Thiago Bolinha

6 bàn
- Vassoura
- Suphawut Thueanklang

5 bàn
- Fineo
- Dieguinho
- Abdelrahman Elashwal
- Ali Asghar Hassanzadeh
- Mahdi Javid
- Fernando Cardinal
- Ivan Chishkala
- Jirawat Sornwichian

4 bàn
- Cristian Borruto
- Fernandinho
- Rodrigo
- Angellot Caro
- Ahmad Esmaeilpour
- Adil Habil
- Enmanuel Ayala
- Juan Salas
- Artem Niiazov
- Miguelín
- Sergio Lozano
- Kritsada Wongkaeo
- Jetsada Chudech

3 bàn
- Santiago Basile
- Leandro Cuzzolino
- Alamiro Vaporaki
- Gallo
- Alejandro Paniagua
- Mostafa Eid
- Hossein Tayyebi
- Murilo Ferreira
- Rodolfo Fortino
- Douglas
- Pavel Taku
- Dino
- Sergei Abramovich
- Daniil Davydov
- Vladislav Shayakhmetov
- Rômulo
- Aicardo
- Nguyễn Minh Trí

2 bàn
- Gregory Giovenali
- Alan Brandi
- Damián Stazzone
- Pablo Taborda
- Ari
- Bateria
- Xuxa
- Jorge Abril
- Sandy Dominguez
- Alejandro Marrero
- Mizo
- Farhad Tavakoli
- Afshin Kazemi
- Luca Leggiero
- Gabriel Lima
- Léo Jaraguá
- Arnold Knaub
- Calo
- Abdiel Castrellón
- Fernando Mena
- Francisco Martínez
- Juan Pedrozo
- Richard Rejala
- René Villalba
- Tiago Brito
- André Coelho
- Djô
- Sergei Abramov
- Dmitri Lyskov
- Ivan Milovanov
- Jeffery Bule
- Elliot Ragomo
- Raúl Campos
- Denys Ovsyannikov
- Javlon Anorov
- Trần Văn Vũ

1 bàn
- Jonathan Barrientos
- Adam Cooper
- Chris Zeballos
- Gerardo Battistoni
- Fernando Wilhelm
- Vitaliy Borisov
- Eduardo
- Fabio Poletto
- Rovshan Huseynli
- Jackson
- Jé
- Jhonatan Toro
- Andrés Reyes
- Juan Alonso Cordero
- Erick Brenes
- Carlos Chaves
- Edwin Cubillo
- Andy Baquero
- Karel Marino
- Daniel Hernandez
- Essam Alla
- Ahmed Homos
- Mostafa Nader
- Jonatan Arévalo
- Walter Enríquez
- José González
- José Mansilla
- Patrick Ruiz
- Wanderley Ruiz
- Mohammad Keshavarz
- Carlos dos Santos
- Marco Ercolessi
- Alex Merlim
- Sergio Romano
- Aleksandr Dovgan
- Ilya Mun
- Nikolai Pengrin
- Chingiz Yesenamanov
- Dauren Nurgozhin
- Youssef El Mazray
- Mohamed Jouad
- Magu
- Mário
- Michael De León
- Josue Brown
- Enrique Franco
- Hugo Martínez
- Juan Morel
- Miguel Ângelo
- Tiago Brito
- Djô
- Gustavo
- Coleman Makau
- Bebe
- Fernandão
- José Ruiz
- Rivillos
- Apiwat Chaemcharoen
- Wiwat Thaijaroen
- Dmytro Bondar
- Mykhailo Grytsyna
- Mykola Grytsyna
- Sergiy Koval
- Oleksandr Sorokin
- Serhiy Zhurba
- Nodir Elibaev
- Dilshod Irsaliev

phản lưới nhà
2 bàn
- Vassoura (trong trận gặp Tây Ban Nha)

1 bàn
- Dean Lockhart (trong trận gặp Brasil)
- Ibrahim Eika (trong trận gặp Thái Lan)
- Sergio Romano (trong trận gặp Guatemala)
- Dauren Nurgozhin (trong trận gặp Tây Ban Nha)
- Ricardinho (trong trận gặp Uzbekistan)
- Fernandão (trong trận gặp Nga)
- Nattawut Madyalan (trong trận gặp Nga)
- Oleksandr Sorokin (trong trận gặp Brasil)
- Trần Long Vũ (trong trận gặp Paraguay)

## Bảng xếp hạng giải đấu
Trong luật bóng đá, các trận thi đấu ở hiệp phụ được tính bằng trận thắng và thua, trong khi các trận đấu có sử dụng phạt đền sau khi hòa không bàn thắng trong suốt 120 phút thi đấu được tính bằng trận hòa.

| VT | Đội              | ST | T | H | B | BT | BB | HS  | Đ  | Kết quả chung cuộc    |
| -- | ---------------- | -- | - | - | - | -- | -- | --- | -- | --------------------- |
| 1  | Argentina        | 7  | 6 | 1 | 0 | 26 | 11 | +15 | 19 | Vô địch               |
| 2  | Nga              | 7  | 6 | 0 | 1 | 40 | 16 | +24 | 18 | Á quân                |
| 3  | Iran             | 7  | 2 | 3 | 2 | 22 | 24 | −2  | 9  | Hạng ba               |
| 4  | Bồ Đào Nha       | 7  | 4 | 2 | 1 | 26 | 11 | +15 | 14 | Hạng tư               |
|    |                  |    |   |   |   |    |    |     |    |                       |
| 5  | Tây Ban Nha      | 5  | 4 | 0 | 1 | 20 | 14 | +6  | 12 | Bị loại ở tứ kết      |
| 6  | Azerbaijan       | 5  | 2 | 1 | 2 | 25 | 18 | +7  | 7  | Bị loại ở tứ kết      |
| 7  | Paraguay         | 5  | 2 | 1 | 2 | 20 | 13 | +7  | 7  | Bị loại ở tứ kết      |
| 8  | Ai Cập           | 5  | 2 | 0 | 3 | 13 | 17 | −4  | 6  | Bị loại ở tứ kết      |
|    |                  |    |   |   |   |    |    |     |    |                       |
| 9  | Brasil           | 4  | 3 | 1 | 0 | 33 | 9  | +24 | 10 | Bị loại ở vòng 16 đội |
| 10 | Ý                | 4  | 3 | 0 | 1 | 14 | 7  | +7  | 9  | Bị loại ở vòng 16 đội |
| 11 | Kazakhstan       | 4  | 2 | 0 | 2 | 15 | 7  | +8  | 6  | Bị loại ở vòng 16 đội |
| 12 | Colombia         | 4  | 1 | 3 | 0 | 8  | 7  | +1  | 6  | Bị loại ở vòng 16 đội |
| 13 | Ukraina          | 4  | 2 | 0 | 2 | 8  | 7  | +1  | 6  | Bị loại ở vòng 16 đội |
| 14 | Thái Lan         | 4  | 2 | 0 | 2 | 22 | 25 | −3  | 6  | Bị loại ở vòng 16 đội |
| 15 | Costa Rica       | 4  | 1 | 1 | 2 | 7  | 11 | −4  | 4  | Bị loại ở vòng 16 đội |
| 16 | Việt Nam         | 4  | 1 | 0 | 3 | 5  | 18 | −13 | 3  | Bị loại ở vòng 16 đội |
|    |                  |    |   |   |   |    |    |     |    |                       |
| 17 | Panama           | 3  | 1 | 0 | 2 | 6  | 14 | −8  | 3  | Bị loại ở vòng bảng   |
| 18 | Úc               | 3  | 1 | 0 | 2 | 5  | 16 | −11 | 3  | Bị loại ở vòng bảng   |
| 19 | Uzbekistan       | 3  | 0 | 1 | 2 | 5  | 11 | −6  | 1  | Bị loại ở vòng bảng   |
| 20 | Maroc            | 3  | 0 | 0 | 3 | 6  | 14 | −8  | 0  | Bị loại ở vòng bảng   |
| 21 | Guatemala        | 3  | 0 | 0 | 3 | 7  | 17 | −10 | 0  | Bị loại ở vòng bảng   |
| 22 | Cuba             | 3  | 0 | 0 | 3 | 7  | 22 | −15 | 0  | Bị loại ở vòng bảng   |
| 23 | Mozambique       | 3  | 0 | 0 | 3 | 7  | 22 | −15 | 0  | Bị loại ở vòng bảng   |
| 24 | Quần đảo Solomon | 3  | 0 | 0 | 3 | 5  | 21 | −16 | 0  | Bị loại ở vòng bảng   |

## Truyền thông
| Quốc gia               | Sở hữu                                                                  | Ghi chú |
| ---------------------- | ----------------------------------------------------------------------- | ------- |
| Argentina              | Televisión Pública Argentina TyC Sports                                 |         |
| Châu Á-Thái Bình Dương | Fox Sports Star Sports                                                  |         |
| Úc                     | Fox Sports                                                              |         |
| Áo                     | ORF                                                                     |         |
| Azerbaijan             | İTV                                                                     |         |
| Brasil                 | Globo (chỉ các trận của Brasil) SporTV Bandeirantes (phần lớn các trận) |         |
| Bolivia                | Tigo Sports                                                             |         |
| Canada                 | TSN                                                                     |         |
| Caribe                 | DIRECTV                                                                 |         |
| Trung Mỹ               | SKY                                                                     |         |
| Trung Quốc             | CCTV                                                                    |         |
| Colombia               | Caracol Televisión RCN Televisión                                       |         |
| Costa Rica             | Teletica                                                                |         |
| Cuba                   | Tele Rebelde                                                            |         |
| Cộng hòa Séc           | ČT                                                                      |         |
| Châu Âu                | Eurosport                                                               |         |
| Pháp                   | TF1 beIN Sports                                                         |         |
| Gruzia                 | GPB                                                                     |         |
| Guatemala              | Radio y Televisión de Guatemala                                         |         |
| Hồng Kông              | TVB                                                                     |         |
| Litva                  | LRT                                                                     |         |
| Nam Á                  | Sony SIX Sony ESPN                                                      |         |
| Iran                   | IRIB Varzesh                                                            |         |
| Ý                      | RAI                                                                     |         |
| Kazakhstan             | KAZsport                                                                |         |
| Ma Cao                 | TDM                                                                     |         |
| México                 | SKY México Televisa Azteca Cinépolis                                    |         |
| Trung Đông             | beIN Sports                                                             |         |
| Montenegro             | RTCG                                                                    |         |
| New Zealand            | Sky Sport                                                               |         |
| Châu Đại Dương         | SBS                                                                     |         |
| Panama                 | TVMax TVN                                                               |         |
| Paraguay               | Paraguay TV Tigo Sports                                                 |         |
| Ba Lan                 | Polsat                                                                  |         |
| Bồ Đào Nha             | RTP                                                                     |         |
| Nga                    | Match TV                                                                |         |
| Nam Mỹ                 | DIRECTV                                                                 |         |
| Tây Ban Nha            | GOL                                                                     |         |
| Thái Lan               | BBTV                                                                    |         |
| Thổ Nhĩ Kỳ             | Show TV                                                                 |         |
| Ukraina                | Ukrayina                                                                |         |
| Uruguay                | VTV                                                                     |         |
| Hoa Kỳ                 | Fox Sports (tiếng Anh) Telemundo Deportes (tiếng Tây Ban Nha)           | [ 22 ]  |
| Uzbekistan             | SportUZ UzHD                                                            |         |
| Việt Nam               | K+                                                                      | [ 23 ]  |

| Quốc gia    | Sở hữu | Ghi chú |
| ----------- | --- | ------- |
| Argentina   | ESPN 107.9 FM Radio Continental Radio La Red Radio Nacional                                                      |         |
| Úc          | SBS Radio |         |
| Brasil      | Globo/CBN Jovem Pan Rádio Difusora                                                                               |         |
| Colombia    | Antena 2 Bluradio Caracol Radio La FM Q'Hubo Radio Radioacktiva RCN Radio                                        |         |
| Costa Rica  | Radio Columbia Radio Monumental                                                                                  |         |
| Cuba        | Radio Rebelde |         |
| Guatemala   | Emisoras Unidas Radio Punto                                                                                      |         |
| Ý           | RAI |         |
| Iran        | IRIB Radio Varzesh                                                                                               |         |
| Kazakhstan  | Kazakh Radio |         |
| México      | Televisa Deportes W W Radio affiliated stations                                                                  |         |
| Panama      | RPC Radio |         |
| Paraguay    | La 970 Megacadena de Comunicación ABC Cardinal La Unión Radio Uno Monumental Caritas La Deportiva Radio Nacional |         |
| Bồ Đào Nha  | RTP Renascença TSF                                                                                               |         |
| Nga         | VGTRK |         |
| Tây Ban Nha | Cadena SER COPE Onda Cero Radio Marca RNE                                                                        |         |

Chú thích
1. ↑  Hợp đồng của FIFA và Fox Networks Group bao gồm bản quyền tại 20 nước: Brunei Darussalam, Campuchia, Trung Quốc (CCTV), Đông Timor, Guam, Hồng Kông (TVB), Indonesia, CHDCND Triều Tiên, Hàn Quốc (SBS), Lào, Ma Cao (TDM), Malaysia, Mông Cổ, Myanmar, Papua New Guinea (SBS), Philippines, Singapore, Đài Loan, Thái Lan (BBTV) và Việt Nam (VTV)
2. ↑  Hợp đồng FIFA/DIRECTV bao gồm bản quyền dành cho 21 quốc gia: Antigua & Barbuda, Anguilla, Aruba, Bahamas, Barbados, Belize, Cayman Islands, Curaçao, Dominica, Grenada, Guyana, Haiti, Jamaica, Montserrat, Quần đảo Virgin thuộc Anh, St. Lucia, St. Kitts & Nevis, St. Vincent & Grenadines, Suriname, Trinidad & Tobago và Turks & Caicos.
3. ↑  Bản quyền FIFA/SKY dành cho 7 quốc gia: Costa Rica, Cộng hòa Dominica, El Salvador, Guatemala (RTVG), Honduras, Nicaragua và Panama.
4. ↑  Hợp đồng FIFA/Eurosport dành cho 43 quốc gia: Albania, Áo, Armenia, Azerbaijan (İTV), Belarus, Bỉ, Bosna-Hercegovina, Bồ Đào Nha (RTP), Bulgaria, Cộng hòa Séc, Croatia, Đan Mạch, Đức, Estonia, Gruzia, Hà Lan, Hungary, Iceland, Ireland, Israel, Kazakhstan (KAZsport), Kosovo, Latvia, Liechtenstein, Lithuania, Luxembourg, Macedonia, Malta, Moldova, Montenegro, Na Uy, Nga (Match TV), Pháp, Phần Lan, România, San Marino, Serbia, Síp, Slovakia, Slovenia, Tây Ban Nha (GOL), Thụy Điển, Thụy Sĩ, Ukraina (Ukrayina) Vatican, Vương quốc Liên hiệp Anh, và Ý (RAI)
5. ↑  Hợp đồng FIFA/Sony dành cho 8 quốc gia: Afghanistan, Ấn Độ, Bangladesh, Bhutan, Maldives, Nepal, Pakistan và Sri Lanka
6. ↑  Hợp đồng FIFA/beIN Sports Arabia dành cho 23 quốc gia: Ai Cập, Algérie, Bahrain, Comoros, Djibouti, Iran (IRIB), Iraq, Jordan, Kuwait, Liban, Libya, Mauritanie, Maroc, Oman, Palestine, Qatar, Ả Rập Saudi, Somalia, Sudan, Syria, Tunisia, UAE và Yemen
7. ↑  Hợp đồng FIFA/SBS dành cho 16 quốc gia: Fiji, Kiribati, Micronesia, Nauru, Niue, Palau, Papua New Guinea (Fox Sports), Samoa, Samoa thuộc Mỹ (Fox), Quần đảo Bắc Mariana (Fox), Quần đảo Cook, Quần đảo Solomon, Tonga, Tuvalu, Úc (Fox Sports) và Vanuatu
8. ↑  Hợp đồng FIFA/DIRECTV dành cho 9 quốc gia: Argentina (TVPA và TyC), Bolivia (Tigo), Chile, Colombia (Caracol và RCN), Ecuador, Paraguay (Paraguay TV và Tigo), Peru, Uruguay (VTV) và Venezuela